# Laguna Cari Lauquen
La laguna Cari Lauquen se encuentra en la provincia de Mendoza en el límite con la de Neuquén, en Argentina. Es parte de una cuenca de 1923 kilómetros cuadrados y remansa el curso del río Barrancas.

## Aluvión
A fines de 1914, las aguas provenientes del deshielo de los glaciares cordilleranos colmataron la laguna, que alcanzó su tamaño máximo, con 95 metros de profundidad y 21,5 kilómetros de largo. El 29 de diciembre de 1914 se produjo la ruptura de un dique natural, de 1,30 km³ de volumen y 160 metros de altura, que servía de embalse a las aguas de la laguna. El resultado fue un aluvión de agua, piedras y barro, con un volumen estimado de 2 × 109 m³. 
Entre los días 29 y 30 de diciembre, el aluvión del río Colorado arrasó los 60 kilómetros del valle del río Barrancas y más de 300 kilómetros del valle del río Colorado.